# Dado Pršo
Miladin "Dado" Pršo (Zadar, Croacia; 5 de noviembre de 1974) es un exfutbolista profesional croata que jugó como delantero. Antes de ser jugador profesional, era mecánico.
Pršo jugó para siete equipos diferentes y jugó más de 300 partidos de liga como profesional. Fue incluido en el equipo de Mónaco que llegó a la final de la Liga de Campeones de la UEFA de 2004 y formó parte del equipo del Rangers que ganó el doblete de Liga y Copa en 2005. Pršo jugó 32 partidos con Croacia y formó parte del equipo en la Eurocopa de 2004 y la Copa Mundial de la FIFA de 2006. Se retiró en junio de 2007 del club Rangers de la Premier League escocesa.
Pršo adquirió la nacionalidad francesa por matrimonio,  por lo que no fue considerado extranjero al final de su estancia en la Ligue 1. Fue entrenador de un equipo juvenil en Villefranche-sur-Mer. 
En los últimos años de su carrera tuvo problemas en la rodilla que provocaron que no pudiera jugar regularmente con su club. Por motivo de ello, finalmente decidió dejar la disciplina del fútbol.

## Trayectoria
Nacido en Zadar, Pršo comenzó a entrenar con los clubes locales NK Bagat y NK Zadar antes de trasladarse al HNK Hajduk Split, a los 12 años. Pasó por las filas del Hajduk hasta que, en 1991, un control médico supuestamente reveló que tenía un ritmo cardíaco irregular, lo que llevó al equipo a liberarlo, pensando que, por lo tanto, no estaba en condiciones de jugar al fútbol profesional. Sin embargo, Pršo no mostró rastros de tal defecto desde entonces. Cuando se formó la liga croata, se unió al NK Pazinka, jugando su única temporada en el nivel superior del fútbol croata a los 18 años de edad.  En 1993, se trasladó a Francia para jugar en el FC Rouen, y dos años más tarde en se trasladó a Saint Raphaël (hoy llamado Sportive Fréjusienne), ciudad donde trabajó como mecánico de automóviles mientras seguía jugando al fútbol.
En 1996, el entonces entrenador del AS Monaco, Jean Tigana, se fijó en Pršo y fichó al delantero, aunque pasaría esa temporada en el equipo de reserva (junto a David Trezeguet), fue enviado a préstamo al AC Ajaccio. En 1999-2000, ayudó al AS Monaco a ganar el campeonato nacional. Pršo también los ayudó a llegar a la final de la UEFA Champions League en 2004. Quizás sea mejor recordado por sus cuatro goles en la victoria por 8-3 sobre el Deportivo La Coruña (un partido que se jugó en su cumpleaños 29), que fue el marcador más alto de la Liga de Campeones.  Esa noche, también igualó el récord de la competición, uniéndose a Marco van Basten y Simone Inzaghi como el máximo goleador de la competición en un solo partido; esto desde entonces ha sido superado por Lionel Messi, Luiz Adriano y Erling Haaland.
En mayo de 2004, Pršo fichó por el Rangers de Escocia en una transferencia libre. En su primera temporada en el club jugó 34 partidos de liga, anotando 18 goles para ayudar al Rangers a ganar la Premier League escocesa en medio de escenas dramáticas en los minutos finales del último día de la temporada; también ganó la Copa de la Liga Escocesa. El entrenador saliente del Rangers, Alex McLeish, elogió a Pršo como su "mejor fichaje del Rangers",  al final de la temporada 2005-06. Pršo siguió siendo miembro del equipo del Rangers 2006-07, a pesar de anunciar su retiro del fútbol internacional. Sugirió que se retiraría del fútbol de clubes al vencimiento de su contrato en 2007. A pesar de esto, el agente de Pršo declaró a principios de 2007 que le gustaría seguir jugando para el Rangers si su estado físico lo permitía, solo para anunciar en febrero de 2007 que su retiro era potencialmente inminente. Poco después, se confirmó que Pršo podría jugar durante un mínimo de una temporada. Pero este comentario resultó ser prematuro ya que Pršo anunció que se separaría del Rangers al final de la temporada 2007 debido a sus recurrentes problemas de rodilla. El agente de Pršo también declaró que buscaría una transferencia a una liga donde la condición física no fuera un requisito tan importante, en lugar de terminar su carrera futbolística por completo, y sugirió América del Norte y Asia como posibles destinos.
En el último partido de Pršo en el Ibrox Stadium, salió tras el pitido final con una pierna ortopédica debido a los daños sufridos en el tobillo. Saludó a los 50.000 aficionados que le esperaban y, a continuación, sus compañeros de equipo, encabezados por Barry Ferguson, le hicieron la «Guardia de Honor» antes de volver a subir por el túnel con lágrimas en los ojos.
El 8 de junio de 2007 se anunció que el Rangers lanzaría un DVD con los mejores momentos de las tres temporadas de Pršo en Ibrox, y que gran parte de los beneficios se donarían a la Fundación Benéfica del Rangers.

### Clubes
| Club                | País                | Año         | Partidos | Goles | Media |
| ------------------- | ------------------- | ----------- | -------- | ----- | ----- |
| HNK Hajduk Split    | Croacia             | 1991 - 1992 | 47       | 8     | 0.17  |
| NK Pazinka          | Croacia             | 1992 - 1993 | 26       | 7     | 0.27  |
| FC Rouen            | Francia             | 1993 - 1995 | 10       | 1     | 0.1   |
| Stade raphaëlois    | Francia             | 1995 - 1996 | 18       | 7     | 0.39  |
| Mónaco              | Francia             | 1997 - 2004 | 146      | 45    | 0.31  |
| Ajaccio (Cedido)    | Francia             | 1997 - 1999 | 54       | 21    | 0.39  |
| Rangers             | Escocia             | 2004 - 2007 | 124      | 36    | 0.29  |
| Total en su carrera | Total en su carrera | 1991 - 2007 | 425      | 125   | 0.29  |

## Selección nacional
Fue parte de la selección en la Eurocopa 2004, donde jugó 3 partidos. Prso hizo 1 gol, contra Francia en Leiría el 17 de junio de 2004.
También jugó en la eliminatorias para el Copa Mundial de Fútbol de 2006, fue muy importante con sus buenas jugadas y goles, pero en el mundial no hizo goles.

### Participaciones en fases finales
| Competición            | Categoría | Sede     | Resultado    | Partidos | Goles |
| ---------------------- | --------- | -------- | ------------ | -------- | ----- |
| Eurocopa 2004          | Absoluta  | Portugal | Primera fase | 3        | 1     |
| Copa Mundial FIFA 2006 | Absoluta  | Alemania | Primera fase | 3        | 0     |
| Total                  | –         | –        | –            | 6        | 1     |